# رسومات حاسوبية ثلاثية الأبعاد

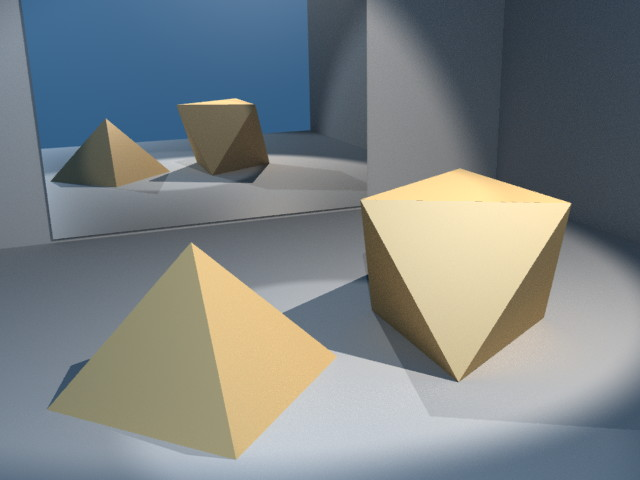
مشهد ثلاثي الأبعاد تم تصييره من خلال أحد البرامج

رسومات الحاسب ثلاثية الأبعاد أو الرسومات ثلاثية الأبعاد (بالإنجليزية: 3D computer graphics) (تختلف عن الرسومات ثنائية الأبعاد) وهي رسومات تستخدم للتمثيل ثلاثي الأبعاد للبيانات الهندسية التي يتم تخزينها في الحاسوب لأغراض أداء الحسابات وتصيير الصور ثنائية الأبعاد (وغالبا التمثيل الديكارتي) المخزنة في الحاسب لإجراء العمليات الحسابية ومن ثم عرض الصور ثنائية الأبعاد. ويتم عرض هذه الصور في وقت لاحق أو في نفس الوقت.
وبالرغم من وجود فوارق بينهما، إلا أن رسومات الكمبيوتر ثلاثية الأبعاد تعتمد على العديد من الحلول الحسابية التي يعتمد عليها ناقل الرسومات ثنائية الأبعاد في نظام الإطار السلكى وشبكة الرسومات ثنائية الأبعاد في العرض النهائي في مجال برمجيات رسومات الحاسب، الفرق ليس كبيراً بين الأبعاد الثلاثية والأبعاد الثناثية ؛ فالتطبيقات ثنائية الأبعاد قد تستخدم تقنيات ثلاثية الأبعاد من أجل بعض المؤثرات مثل الإضاءة، كما تعتمد طبقات ثلاثية الأبعاد أساساً على تقنيات العرض ثنائية الأبعاد.
رسومات الحاسب ثلاثية الأبعاد غالباً ما يشار لها بالنماذج ثلاثية الأبعاد. وفضلاً عن الرسومات المعروضة، فإن النموذج يكون متضمناً داخل ملف الرسم البياني. ومع ذلك، فهناك اختلافات بينهما. فالنموذج ثلاثي الأبعاد هو التمثيل الرياضي لأي جسم ثلاثي الأبعاد (سواء كائن حي أو جماد). ولا يصبح النموذج رسماً تقنياً حتى يتم عرضه افتراضياً. إن النماذج ثلاثية الأبعاد ليست محصورة في الفضاء الافتراضي وذلك بفضل الطباعة ثلاثية الأبعاد يمكن عرض النموذج افتراضياً كصورة ثنائية الأبعاد من خلال عملية تسمى عرض ثلاثي الأبعاد، أو استخدامه في حسابات ومحاكاة غير بيانية.

## التاريخ
في عام 1961، قام المهندس ويليام فيتر بوضع مصطلح "الرسومات الحاسوبية"، ليتمكن آنذاك من وصف عمله في شركة بوينغ. ويعد فيلم فيوتشر وورلد [الإنجليزية] (1976) من أولى العروض التي استخدمت تلك التقنيات، والتي ظهر بها رسم وتجسيد حركي لوجه بشري وأيد قد ظهرت في الأساس بفيلم تجريبي قصير عام 1971 يدعى "يد متحركة بالكمبيوتر [الإنجليزية]"، والذي قام بإنتاجه كل من طالبي جامعة يوتا إدوين كاتمول وفريدريك بارك.
بدأت برمجيات الحاسوب الرسومية ثلاثية الأبعاد في الظهور على أجهزة الحاسوب المنزلية في أواخر السبعينيات. وكان أول الأمثلة المعروفة هو "3D Art Graphics"، وهي مجموعة من تأثيرات الرسومات ثلاثية الأبعاد، قام كازوماسا ميازاوا في يونيو 1978 بكتابتها وإصدارها لأجهزة آبل II.

## نظرة شاملة
يمكن تقسيم عملية إنشاء رسومات كمبيوتر ثلاثية الأبعاد إلى ثلاث مراحل أساسية متتابعة : تبدأ بنمذجة ثلاثية الأبعاد النمذجة ثلاثية الأبعاد، تصف عملية تكوين شكل الجسم، ثم التصميم والإعداد، الذي يصف حركة ووضع الجسم داخل مشهد، وأخيرًا العرض ثلاثي الأبعاد، الذي يعرض صورة الجسم.

### النمذجة
يصف النموذج عملية تكوين شكل الجسم. أكثر مصدرين انتشارًا للنماذج ثلاثية الأبعاد هما المصادر، التي تم إنشائها على الكمبيوتر بواسطة رسام أو مهندس وباستخدام نوع ما من أدوات النمذجة ثلاثية الأبعاد، والمصادر، التي أجرى لها مسح ضوئي من أجسام حقيقية. كما يمكن إنتاج هذه النماذج تبعًا لإجراءات أو عن طريق محاكاة جسم مادي.

#### النمذجة البرامترية

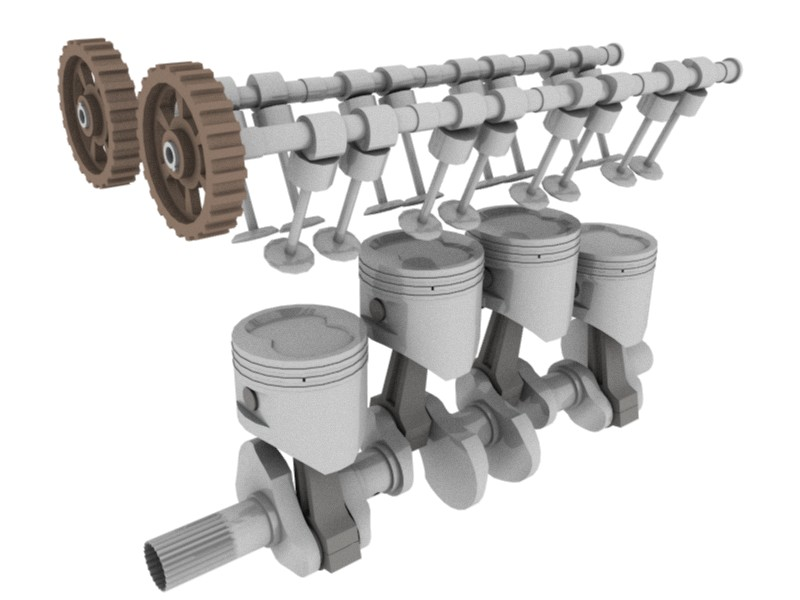
رسمة ثلاثية الأبعاد مولده مع إضاءة محيطة باستخدام برنامج بلندر ويافا راى

النمذجة البرامترية (Parametric Modeling) تشير إلى الأسطح والحجوم، التي يمكن إنشاءها من خلال إدخال معايير رقمية، على سبيل المثال الطول، والعرض، والإرتفاع، وقياسات، نصف القطر والزاوية. والتدخل بتغير هذه المعلمات حتى بعد أن الانتهاء من إنشاء النموذج، بهدف تعديل وتحديث هندسته دون الحاجة إلى إعادة إنشاءه.

### التصميم والرسوم المتحركة
الخيالات المتحركة المحوسبة animation Computer رسوم لخيالات متحركة مصممة بالحواسيب قبل أن يتم عرض الأجسام، لا بد أن تصمم داخل مشهد. المشهد هذا هو ما يحدد العلاقات المكانية بين الأجسام في مشهد يضم الحيز والحجم. الرسوم المتحركة عبارة عن وصف لحركة الجسم خلال وقت معين. من الأساليب الشائعةالإطار المفتاحي، علم الحركة العكسية، ومسار الحركة، كما يمكن استخدام هذه التقنيات معًا. وكما هو الحال مع النمذجة. فالمحاكاة الفيزيائية هي وسيلة أخرى؛ لتحديد الحركة.

### العرض

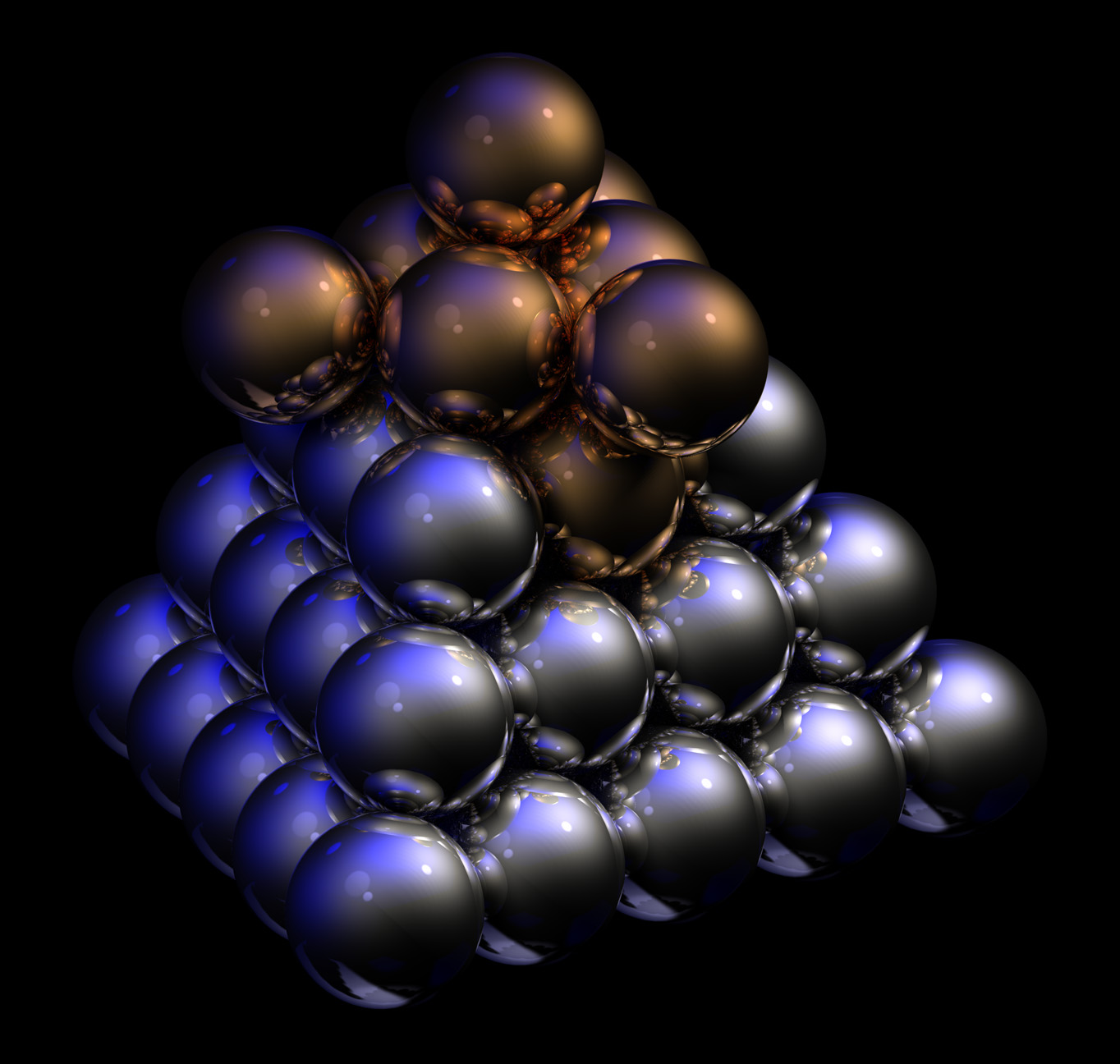
خلال خطوة العرض ثلاثي الأبعاد، وعددا من الأشعة الضوئية يمكن أن يتحد مع بعض الخواص الأخرى، لتحقيق المؤثرات البصرية المطلوبة.

خلال العرض يتم تحويل النموذج إلى صورة سواءً بنقل محاكاة الضوء؛ للحصول على رسومات محاكية للواقع، أو عن طريق الأسلوب المتبع في العروض، التي لا تعتمد على الرسومات المحاكية للواقع. إن العمليتين الأساسيتين في عمليات العرض الواقعي هما الانتقال (كم الضوء، الذي ينتقل من مكان إلى آخر)، والانتشار (كيف تتفاعل الأجسام مع الضوء). عادةً ما تتم هذه الخطوة باستخدام برمجيات رسومات الحاسب ثلاثية الأبعاد أو واجهة تطبيق برنامج الرسومات ثلاثية الأبعاد. إن عملية تحويل المشهد للشكل المناسب للعرض يتطلب أسقاط تقديري لجسم ثلاثي الأبعاد على شكل رسم ذو بعدين.

## المجتمعات
هناك العديد من المواقع المصممة لمساعدة وتعليم ودعم فناني الرسوم ثلاثية الأبعاد. تتم إدارة بعض هذه المواقع من قبل مطوري البرمجيات ومزودي المحتوى، والبعض الآخر من هذه المواقع مستقلة بذاتها. وتتيح هذه المجتمعات للأعضاء طلب المساعدة، نشر الدروس التعليمية، وإرسال تعقيبات على المنتجات أو استعراض نماذج من أعمالهم الخاصة.[بحاجة لمصدر]

## الاختلاف عن الرسومات المحاكية للواقع ثنائية الأبعاد
ليست كل رسومات الحاسب التي تبدو ثلاثية الأبعاد تعتمد على نموذج الإطار السلكي. فإن الرسومات ثنائية الأبعاد مع مؤثرات محاكية للواقع ثلاثية الأبعاد غالبا ما تتم بدون نمذجة الإطار السلكي صور محاكية للواقع كما في بعض الأحيان لا يمكن تمييزها في الشكل النهائي. تشتمل بعض برمجيات الرسومات على فلاتر يمكن تطبيقها على ناقلات الرسومات ثنائية الأبعاد أو رسومات الشبكة ثنائية الأبعاد على طبقات شفافة. كما يمكن للرسام الافتراضي نسخ أو افتراض مؤثرات ثلاثية الأبعاد وكذلك عرض المؤثرات المحاكية للواقع يدويا بدون استخدام فلاتر.

## برامج التصميم الثلاثي الأبعاد

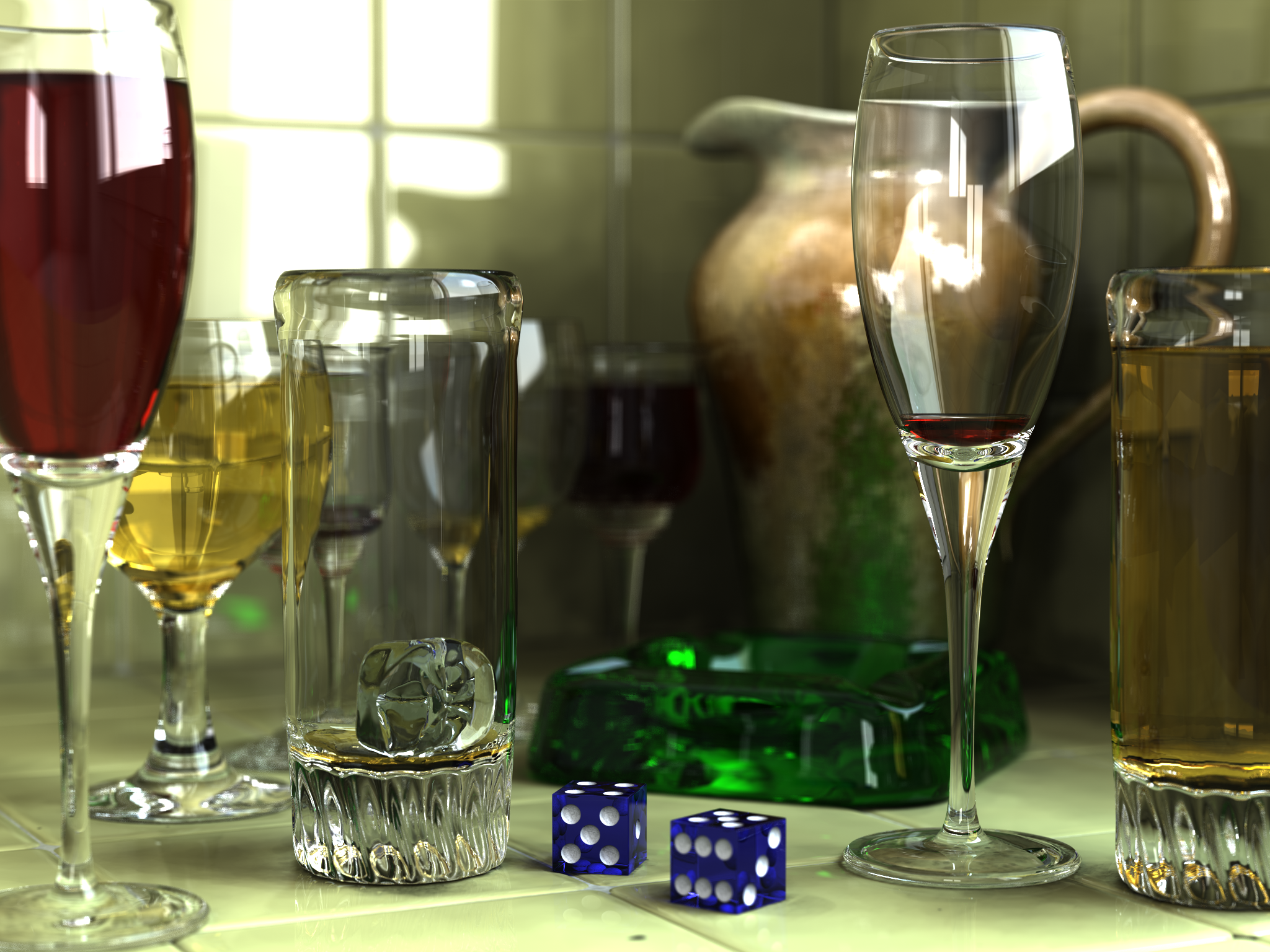
أحد التصاميم باستخدام برنامج ثلاثية الأبعاد

برامج تستخدم في عمل تصاميم فراغية ثلاثية الأبعاد، وتتعدد استخدامات مثل هذه البرامج؛ فهي تستخدم في صناعة الأفلام والألعاب والهندسة والطب ومجالات أخرى. ومن هذه البرامج :
- ثري دي ماكس أو 3D Studio MAX
- كاتيا "CATIA"
- أوتوكاد "Autocad"
- مايا "Maya"
- بلندر "Blender"
- سينما فور دي "Cinema 4D"
- لايت وايف
- xsi softimage
- جوجل سكتش اب google sketchup

## الروابط الخارجية
- كيف تعمل الأشياء-- الرسومات ثلاثية الأبعاد
- رسومات حاسوبية ثلاثية الأبعاد